# Martin Imbrišević
Martin Imbrišević (Peteranec, 1801. – Peteranec, 3. rujna 1880.)
U vojsci je služio od 1818. godine, a najviše u 3. ogulinskoj graničarskoj pukovniji. Godine 1848. je sudjelovao u raznim bitkama u Italiji, a zbog zasluga je dobio čin satnika. Nakon toga je do 1857. službovao u Vršcu, u glavnom gradu Sedmogradske (Erdelja, Transilvanije) - Gyulafehérváru (danas Alba Iulia u Rumunjskoj) i na donjem toku rijeke Dunav. Kada su 1853. u okolici Orşove pronađeni 1849. nestali kraljevski znakovi i kruna Sv. Stjepana, zbog uspješnog vođenja potrage odlikovan je visokim Redom željezne krune III. razreda i imenovan vitezom s pridjevkom «od Alliona». U bitki kraj Magente 1859. dospio je nakratko u francusko zarobljeništvo. Nakon što mu je Franjo Josip I. 1861. potvrdio plemstvo, kruna Sv. Stjepana postala je sastavnim dijelom njegova obiteljskog grba. U Hrvatskom povijesnom muzeju u Zagrebu je sačuvana grbovnica Martina Imbriševića napisana u Beču 1861. godine.